# Ballon d'or tunisien
Le Ballon d'or tunisien est une récompense footballistique créée en 2006 par le journal tunisien Assarih.
La récompense est remise annuellement au joueur tunisien considéré comme le meilleur de la saison écoulée.

## Vainqueurs
| Année | Joueur                             | Club                        |
| ----- | ---------------------------------- | --------------------------- |
| 2006  | Yassine Chikhaoui                  | Étoile sportive du Sahel    |
| 2007  | Amine Chermiti                     | Étoile sportive du Sahel    |
| 2008  | Youssef Mouihbi                    | Club africain               |
| 2009  | Oussama Darragi                    | Espérance sportive de Tunis |
| 2010  | Zouhaier Dhaouadi[réf. nécessaire] | Club africain               |
| 2011  | Édition annulée                    | Édition annulée             |
| 2012  | Moez Ben Cherifia[réf. nécessaire] | Espérance sportive de Tunis |
| 2013  | Youssef Msakni[réf. nécessaire]    | Espérance sportive de Tunis |